# 1449년

## 연호
- 명(明) 정통(正統) 14년
- 일본(日本) 분안(文安) 6년 / 호토쿠(宝徳) 원년
- 후 레 왕조(後黎朝) 다이호아(大和) 7년

## 기년
- 명(明) 영종 정통제(英宗 正統帝) 14년
- 조선(朝鮮) 세종(世宗) 31년
- 후 레 왕조(後黎朝) 인종(仁宗) 7년

## 사건
- 토목의 변 발발

## 탄생
- 1월 1일 - 이탈리아의 정치인, 시인 로렌초 데 메디치. (~1492년)